# Once minutos
Once minutos es un libro del escritor brasileño Paulo Coelho, publicado en el año 2003. La novela relata la vida de Maria, una joven de una aldea remota de Brasil. 

## Argumento
A partir de desengaños amorosos en una etapa pronta de adolescentes, María desarrolla un odio por el amor y decide buscar fortuna en Suiza. Allí descubre que la realidad es mucho más difícil de lo que esperaba. Después de trabajar en un club nocturno como bailarina de samba durante un tiempo, se da cuenta de que esto no es lo que quiere. Durante de una acalorada discusión con su gerente, ella sale corriendo y comienza a buscar una carrera como modelo. Realiza una larga búsqueda de trabajo sin resultado, y como ella comienza a quedarse sin dinero, se vende, por 1000 francos para "una noche" con un hombre árabe. 
Encantada con el dinero fácil y después de comprometerse con su alma, ella aterriza en un burdel de la rue de Berne, el corazón de la luz roja de Ginebra del distrito. Allí se hace amiga de Nyah que le da consejos sobre su "nueva profesión", y Milán, el dueño del burdel, que le enseña trucos del oficio. María comienza a trabajar con su cuerpo y la mente cerrando todas las puertas para el amor y manteniendo su corazón abierto solo para su diario. Su carrera se convierte un éxito y famosos y sus colegas comienzan a envidiarla. 
Pasan los meses y María se convierte en una prostituta profesional preparada, que no solo relaja la mente de sus clientes, sino también calma su alma al hablar con ellos acerca de sus problemas.
Su mundo gira al revés cuando conoce a Ralf Hart, un pintor. María ahora está dividida entre sus fantasías sexuales y verdadero amor por Ralf. Eventualmente, ella decide que es hora de irse de Ginebra con su memoria de Ralf, porque se da cuenta de que son de mundos distintos. Pero antes de irse, ella decide volver a encender el muerto fuego sexual en Ralf y aprende de él sobre la naturaleza del sexo sagrado, que se mezcla con el amor verdadero y que consiste en la entrega de la propia alma de la persona amada.
Este libro explora la naturaleza sagrada de las relaciones sexuales que suele durar el acto sexual en condiciones poco favorables para el amor. Además, representa a dos tipos de prostitución: la prostitución por el dinero , la prostitución sagrada o el amor .

## Personajes
Maria: una chica del interior de Brasil, inteligente y hermosa, que supo utilizar siempre su belleza para dominar a los hombres, a quienes ella veía como una amenaza, seres de quienes jamás obtendría lo que ella deseaba: amor, estabilidad, matrimonio, casa en la playa, hijos famosos, vejez pacífica.
Ella deseaba y creía en la búsqueda de la felicidad, de la aventura, y por ello aceptó el irse a Suiza con este hombre que no conocía. Maria poseía una enorme fuerza de voluntad y de autosuperación y esto fue lo que la salvó de caer en lo más oscuro del trabajo que escogió, o que como ella pensaba, la vida le había escogido.
Ralf: Era un pintor, bastante guapo pero desaliñado. Era una persona que lo tenía todo, pero que en el fondo estaba vacía, buscando algo que lo llenase y le diera felicidad.
Era un hombre muy sabio y pudo enseñarle muchas cosas a María, cosas que la ayudaron muchísimo y que la acercaron a él en aquel conocimiento mutuo que era su relación.
Heidi: Ella era la bibliotecaria que Maria solía visitar buscando libro sobre una serie de cosas de las que quería informarse. Se volvió en la única amiga que tuvo ella en Ginebra. Ella era como todos los suizos, una mujer que aparentaba ser recatada, conservadora y no hablar mucho sobre su vida. Pero después de que Maria le pidió unos libros sobre sexo, y ella comenzó a ojearlos, descubrió muchas cosas de su vida que jamás había comprendido. Comprendió que no era la única que no tenía orgasmos, que no era la única mujer insatisfecha, comprendió así lo mal que había salido su matrimonio. Y si, después de mucho tiempo recordó que era una mujer, que a pesar de siempre comportarse como una persona ejemplar, había sido infiel, había fallado, había sucumbido ante la búsqueda del placer.
Milán: El dueño del “Copacabana”. Era como un padre responsable de todas las mujeres que allí trabajaban. Las defendía de clientes inadecuados y las reprendía cuando cometían errores. Era un hombre muy respetable y conocido, a pesar de ser dueño de un “burdel”. Y siempre advertía a sus chicas, que jamás lo avergonzaran ni hicieran un escándalo que lo pudiera llevar a tener problemas con su familia, pues para Milán ellos eran los más importantes.

## Aporte psicológico de la novela
Recorre en gran parte casi toda la vida de María, desde que era niña, adolescente y joven. Las experiencias amorosas que tuvo María en su infancia, desde que perdió a su primer amor, le enseñaron a María que algunas cosas nunca vuelven a pasar jamás, esta experiencia le enseñó a María a ser más decidida y así no perder las cosas que más quiere. María ya de joven sabe cómo manipular a los hombres, aprendiendo a no enamorarse de cierta manera para no volver a sufrir de una ruptura amorosa. El impacto psicológico es que el amor es algo que nace solo dentro de nosotros y no se puede culpar a la otra persona por ese sentimiento que nace espontáneamente dentro de nosotros.

## Traducciones
Aunque la novela fue escrita originalmente en portugués y publicados como Onze Minutos, ha sido traducido a numerosos idiomas. 
- ഇലവന് മിനിറ്റ്സ് (Malayalam)
- Njëmbëdhjetë minuta (Albania)
- أحدى عشر دقيقة (árabe)
- Տասնմեկ րոպե (Armenia)
- বাংলা (lengua bengalí)
- Единайсет минути (Bulgaria)
- Onze minuts (catalán)
- 爱 的 十一 分钟 (chino tradicional)
- Minuta Jedanaest (Croacia)
- minut Jedenáct (checo)
- minutter elleve (danés)
- Elf Minuten (alemán)
- Minutit Üksteist (Estonia)
- Yksitoista minuuttia (Finlandia)
- Onze Minutes (francés)
- Tizenegy perc (húngaro)
- Eleven Minutes (Inglés)
- Vienpadsmit minutes (Letonia)
- Vienuolika minučių (Lituania)
- Единaeсет минути (Macedonia)
- Minuten Elf (Nederlands)
- Minutter elleve (Noruega)
- Mínútur Ellefu (islandés)
- Одинадцять хвилин (Ucrania)
- Jedenaście minut(Polonia)
- Одиннадцать минут (Rusia)
- Once Minutos (Español)
- Έντεκα λεπτά (griego)
- Undici Minuti (italiano)
- یازده دقیقه (Persa)
- 11 分間 (japonés)
- Eleven Minutes (coreano)
- 11 นาที (Tailandia)
- En Bir Dakika (turco)
- минута Једанаест (serbio)
- Elva minuter (sueco)
- Unsprezece minute (rumano)
- Labing-isang Minuto (tagalo)
- Menit Sebelas (Indonesia)
- თერთმეტი წუთი (Georgia)
- אחת עשרה דקות (hebreo)
- Muoi Phut MOT (Vietnam)
- මිනිත්තු එකොළහේ කතාව (cingalés)